# Unzsa (Volga)
Az Unzsa (oroszul: Унжа) folyó Oroszország európai részén, a Vologdai- és a Kosztromai területen; a Volga bal oldali mellékfolyója.

## Földrajz
Hossza: 426 km, vízgyűjtő területe: 27 800 km², évi közepes vízhozama (a torkolattól 50 km-re): 158 m³/sec.
Az Észak-orosz-hátságon eredő két forrásfolyója: a Kema és a Lundonga egyesülésével keletkezik, a Vologdai terület déli részén. Kezdetben alapvetően nyugat felé halad. Mellékfolyója, a Viga beömlésétől a Kosztromai területen folyik délkelet felé, majd a Mezsa torkolatától délnyugat felé. Ezen a szakaszon már széles, mély, erős sodrású folyó. Az Ivanovói terület határánál ömlik a Volgán kialakított Gorkiji-víztározóba, medre itt hosszabb szakaszon öböllé szélesedik. Alsó folyásán hajózható.
November táján a folyó befagy és áprilisig, május elejéig jég alatt van. A folyón végig a jobb part általában magasabb és meredekebb; a bal part lapos, gyakran mocsaras és ezért ritkábban lakott.

## Jelentősebb mellékfolyói
- Jobb oldalon: felső szakaszán a Juza és a Viga (175 km); alsó folyásán a Nyeja (253 km).
- Bal oldali jelentősebb mellékvize a Mezsa (186 km).

## Települések
Az Unzsa felső folyása a Vologdai területen viszonylag ritkán lakott. A Kosztromai terület városai a folyó mentén:
- Kologriv
- Manturovo
- Makarjev

Manturovónál keresztezi a folyót a Buj–Kirov vasúti fővonal. A folyó völgyében, a jobb parton vezet a délnyugat-északkelet irányú Makarjev–Manturovo főút, mely a terület távolabbi északkeleti vidékeit köti össze a Volga-menti városokkal, köztük Kosztromával.